# كين راموس
كين راموس (بالإنجليزية: Ken Ramos)‏ هو لاعب كرة قاعدة أمريكي، ولد في 6 يونيو 1967 في سيدني في الولايات المتحدة، وتوفي في 15 مايو 2016 في بويبلو في الولايات المتحدة.

## وصلات خارجية
- كين راموس على موقع دوري كرة القاعدة الرئيسي (الإنجليزية)
- كين راموس على موقعبيزبول رفرنس.كوم (الدوري الرئيسي) (الإنجليزية)
- كين راموس على موقعبيزبول رفرنس.كوم (الدوري الثانوي) (الإنجليزية)
- كين راموس على موقع إي إس بي إن.كوم (أم.أل.بي) (الإنجليزية)
- كين راموس على موقع مشجعي الرسوم البيانية (الإنجليزية)